# 유리와

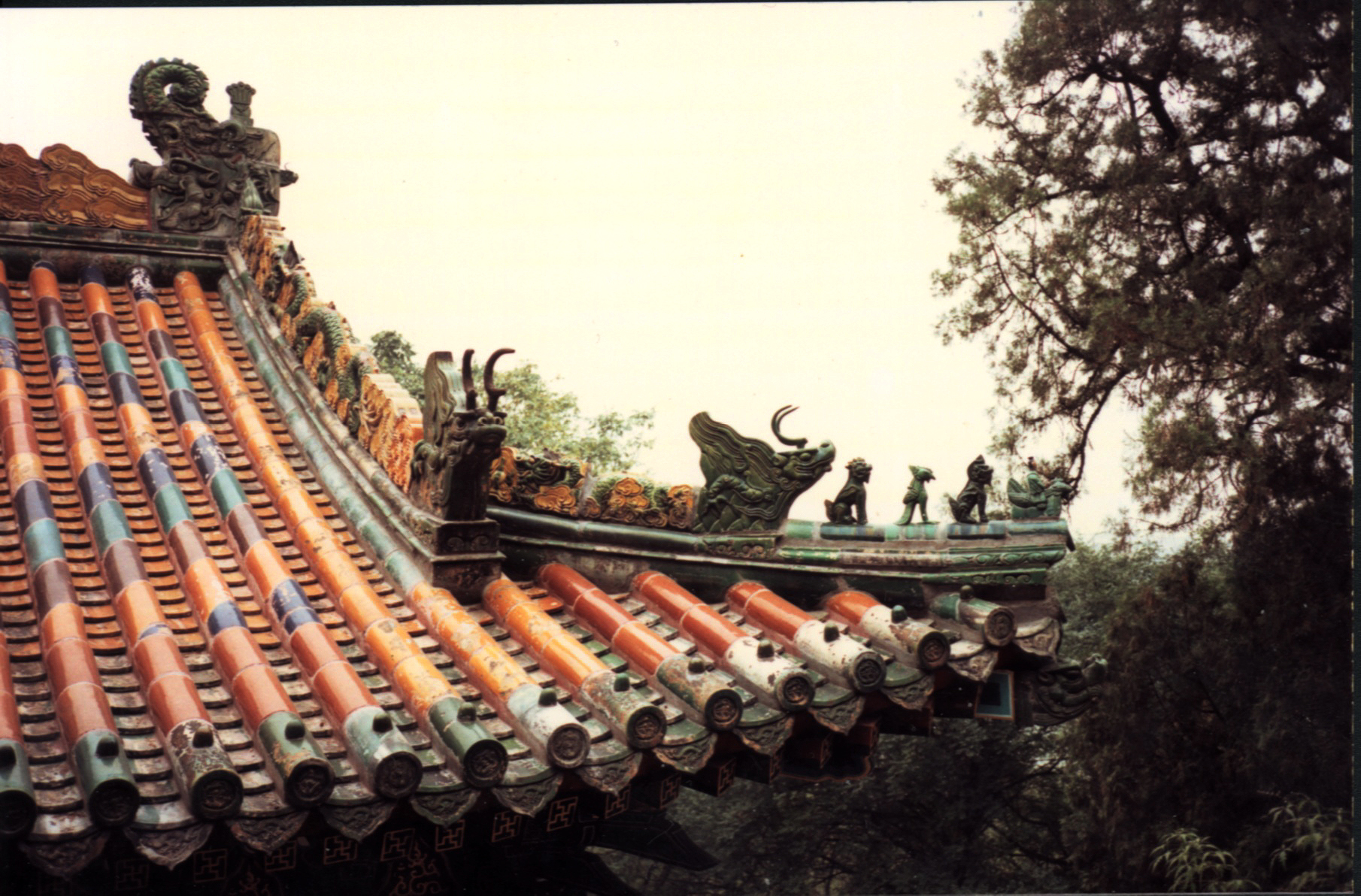
지붕 위의 유리와

유리와(중국어: 琉璃瓦) 또는 유약기와는 중국에서는 당나라부터 지붕 재료로 사용되어 왔다. 송나라 시대에 유리와 제조는 이계(李誡)의 건축 표준에 따라 표준화되었다. 명나라와 청나라 시대에 유리와는 자금성의 궁전 홀과 의식용 사원(예: 천단)을 포함한 최상층 건물에 더욱 인기를 끌었다.